# 鼎泰豊

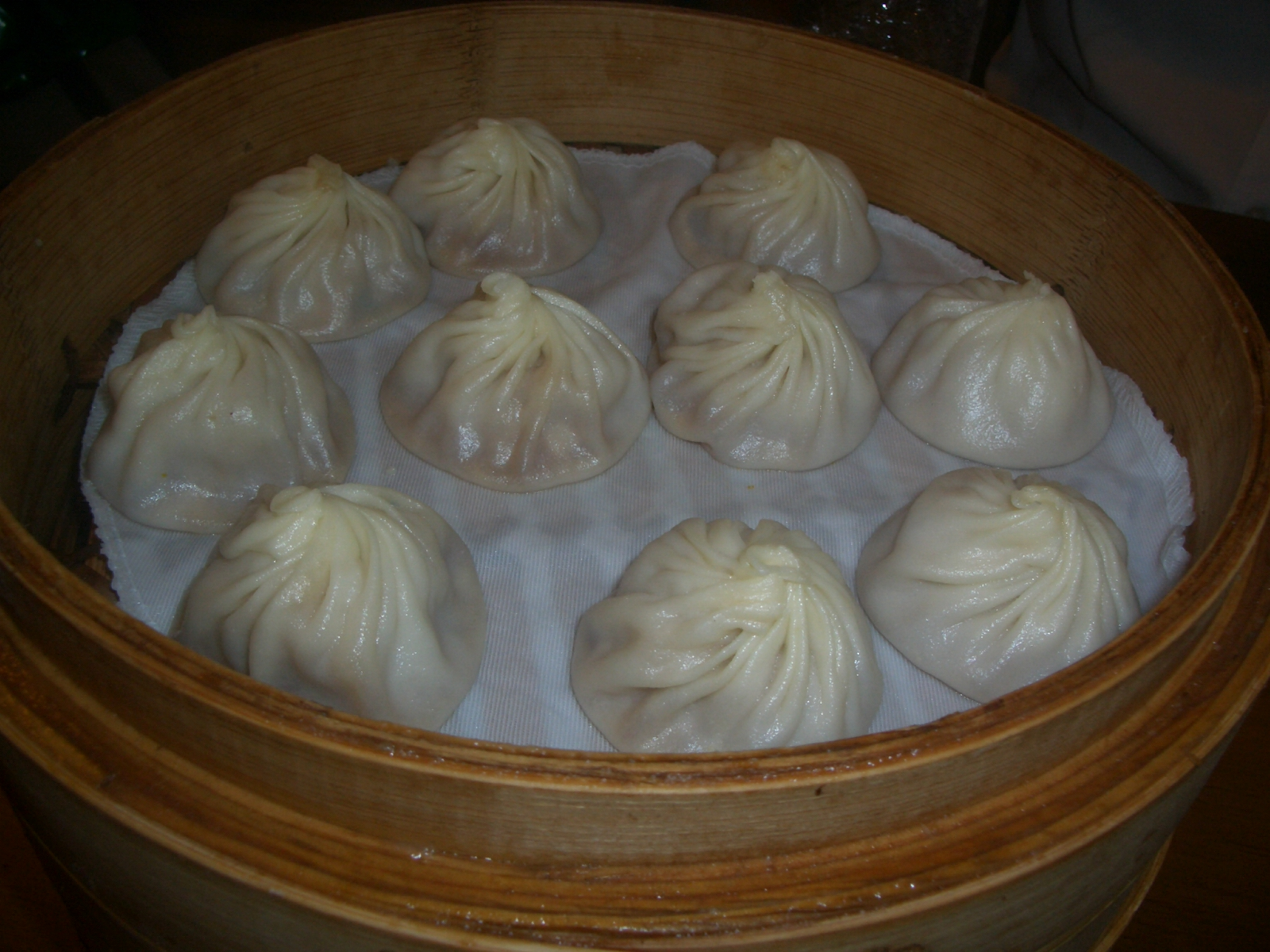
鼎泰豊の看板料理の小籠包

鼎泰豊（ディンタイフォン）は、中華民国台北市大安区に本店を、新北市中和区に本社を置く、小籠包とチャーハンが看板料理のレストラン・チェーンである。
中華民国の台北市を本店所在地にしているうえ、台湾外の日本・アメリカ合衆国・カナダ・中華人民共和国（香港・マカオを含む）・オーストラリア・インドネシア・タイ王国・マレーシア・シンガポール・大韓民国・フィリピン・アラブ首長国連邦・イギリスにも店舗を持つ。イスラム圏においては、豚肉を使用する通常の店舗のほかに、ハラールに則った豚肉を使用しない「Din by Din Tai Fung」ブランドの店舗がある。

## 沿革

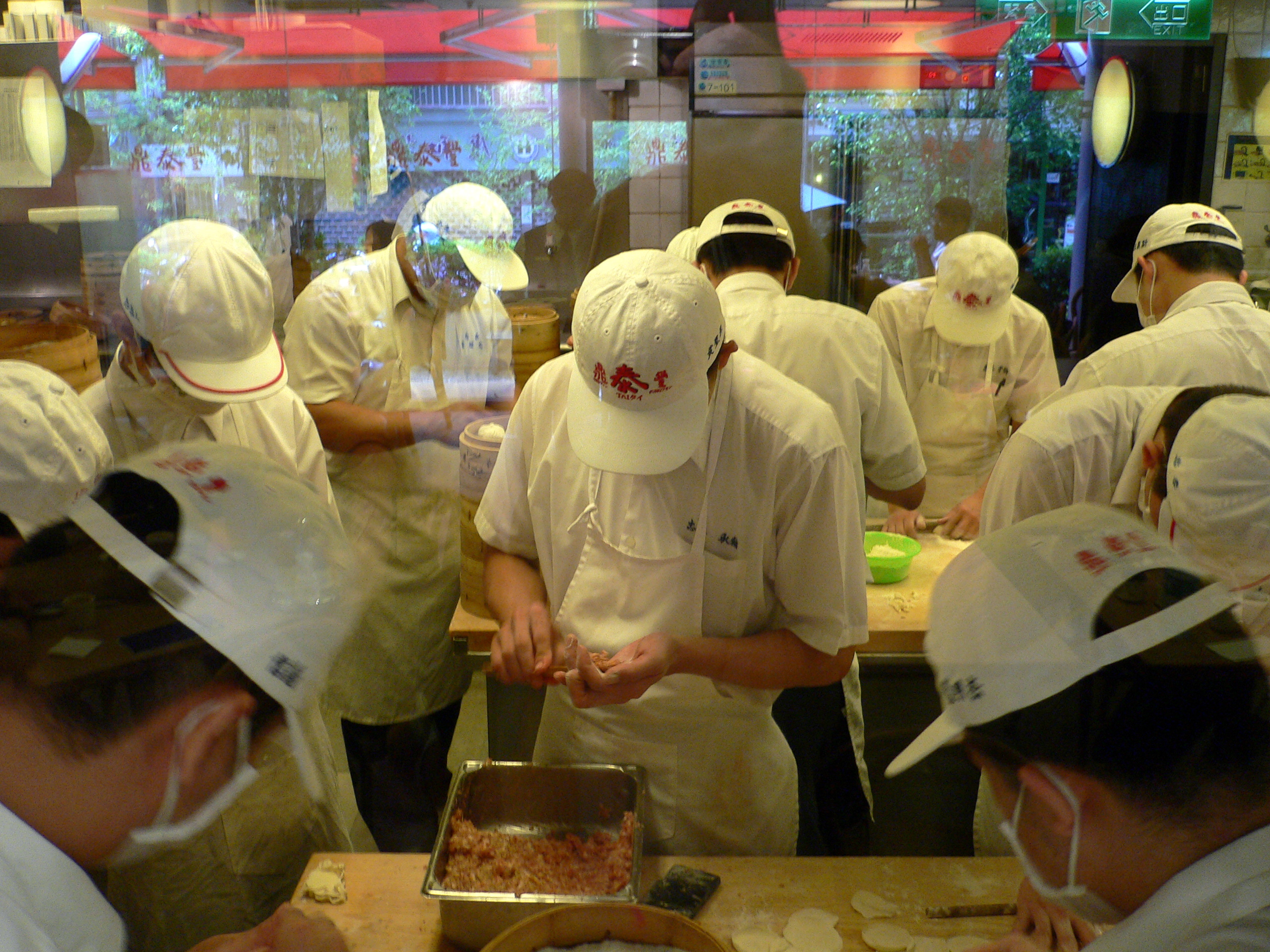
鼎泰豊の厨房の風景

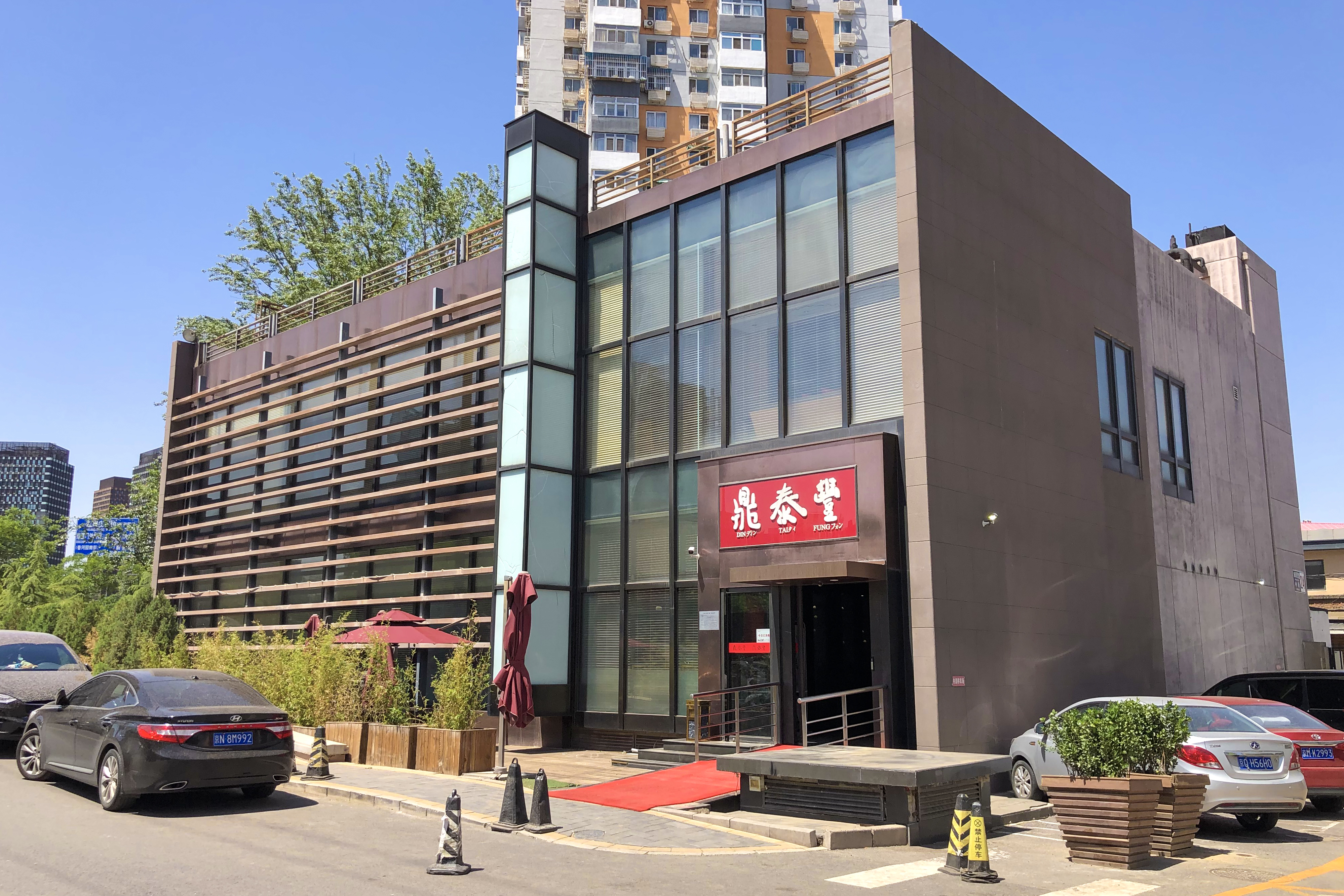
鼎泰豊北京漁陽店

1958年、中国山西省出身の楊秉彝（ヤン・ピンイー）によって、中華民国台北市大安区信義路2段（永康街）に第1号店が開かれた。鼎泰豐は、食用油を販売する油問屋として開業した。小籠包の販売は、本業の食用油の売り上げが落ち込んだ時期に副業として開始された。
その後、鼎泰豐の小籠包は地元の人々に評判となり、1980年代には、本業であった食用油の販売を取りやめ、小籠包の専業食堂に商売替えをした。当時は近隣住民が利用する地元の食堂に過ぎず、台湾国外の観光客をターゲットにした商業形態は採っていなかった。
1993年、アメリカ合衆国の『ニューヨーク・タイムズ』で「世界の10大レストラン」に選ばれた。同紙の紹介によって一躍知名度が上がり、台湾国外から多くの観光客が、台北の店舗に来店する転機となった。その後、台湾国外店舗として、1996年に、初めて東京の『タカシマヤタイムズスクエア』に出店し、その後ロサンゼルスの店舗を開店させ、国外の店舗を次々と開店していった。

## 日本における展開
日本においては、東京都中央区・港区・渋谷区・世田谷区・豊島区・立川市のほか、千葉県船橋市・流山市・柏市、埼玉県越谷市、神奈川県横浜市・川崎市、そして札幌、仙台、名古屋、京都、大阪、福岡、熊本の各市に店舗を持つ。大半の店は髙島屋内への出店である。これは、高島屋の子会社である「アールティーコーポレーション」が運営している事による。また、同社は香港の糖朝の日本支店も運営している。